# Colostygia circumvallaria
Colostygia circumvallaria är en fjärilsart som beskrevs av Taylor 1906. Colostygia circumvallaria ingår i släktet Colostygia och familjen mätare. Inga underarter finns listade i Catalogue of Life.